# Black Kent
Pour les articles homonymes, voir Kent.
Black Kent, de son vrai nom Franck-Alcide Kacou, né le 1er mai 1985 à Abidjan, en Côte d'Ivoire, est un rappeur, auteur, producteur, compositeur et interprète ivoirien naturalisé français.

## Biographie
Franck Kacou est né le 1er mai 1985 à Abidjan, en Côte d'Ivoire. Il quitte son pays natal avec sa famille, à la veille du conflit national, pour le Kenya en 1999, pays dans lequel il rencontre C4, avec qui il commence à partager sa passion pour le hip-hop et forme le groupe RSP, plus tard renommé The Franchise,. Fils d'une professeure d'anglais, il atterrit à Bordeaux, en France, en 2003 après quatre ans passés. Après son arrivée à Bordeaux, il est naturalisé français, et étudie à la faculté de Bordeaux-IV où il obtient son master de finance internationale. 
Par la suite, il fait ses premiers pas dans la scène musicale en contribuant notamment à l'album MP3 de M. Pokora. Il intègre en 2005 le collectif 99 Pro-G avec qui il publie la compilation Hip Hop Résurrection. Nostalgique de son pays d’origine, il décide l’été 2007 de sortir un album pour la Côte d’Ivoire avec Sagon avec qui il forme le groupe Djafoul Koncept, distribué par le label indépendant 99 Projet. L’album est publié en août 2007 à Abidjan, et est décrit[Par qui ?] comme la référence hip-hop en Côte d’Ivoire, avec notamment quatre nominations aux Ivoirap Music Awards[réf. nécessaire]. 
Après la mixtape Le Scalpel Vol.1, publiée en mars 2009, et la publication de The Black Carter III, une reprise de Tha Carter III de Lil Wayne, téléchargée à près de 10 000 exemplaires, Black Kent publie Yes I Kent en 2010, qui contient le single Pass That enregistré avec le rappeur américain Bishop Lamont. En janvier 2011, il signe un contrat avec le label Warner Music France. En décembre 2011, il sort la mixtape Tha Black Carter IV, adaptation de l'album Tha Carter IV de Lil Wayne, et mixée par son DJ Mystykal Kut. Le 9 avril 2012, il publie son nouvel album Vendeur de rêves . Pour la promotion de l'album, il se lance dans un concert au Réservoir, à Paris, le 17 septembre 2012. En novembre 2013, il signe un contrat avec le label Polydor, rentrant ainsi dans la grande équipe d'Universal Music Group. En octobre 2014, à l'occasion du 10e anniversaire de l'album The College Dropout de Kanye West, Black Kent sort avec DJ Mystykal Kut The College BlackOut, projet dans lequel il reprend à sa façon l'album légendaire, comme il avait pu le faire précédemment avec les albums de Lil Wayne.
En juin 2015 il fait une apparition remarquée avec le jamaïcain Shifta sur le single de Mystykal Kut "Came to party".
Black Kent publie un nouvel album intitulé Morceaux d’un homme, le 12 janvier 2016, projet qui marquera la fin d'une 1ère épopée musicale, avant une pause dans sa carrière de rappeur. 

## Reconversion
En 2016, il intègre la branche africaine d'Universal Music Group à sa création en tant que Directeur Artistique.
À la suite du départ de Moussa Soumbounou, il est nommé directeur général d'Universal Music Africa en janvier 2020.

## Discographie

### Albums studio
- 2009 : The Black Carter III
- 2009 : Le Scalpel Vol.1
- 2009 : Tha Black Carter 4.0
- 2010 : Yes I Kent
- 2011 : Tha Black Carter IV
- 2012 : Vendeur de rêves
- 2014 : La Kentessance
- 2016 : Morceaux d'un homme
- 2017 : Je Gagne Temps feat. (Serge Beynaud)

### Singles
- 2014 : AllezLeursDire, X, Mon côté, Asap, Tel-Ho, 0 To 100 Freestyle, Play, Seul
- 2014 : Skit - Intro
- 2016 : # 18 mars